# Misgolas andrewsi
Misgolas andrewsi là một loài nhện trong họ Idiopidae.
Loài này thuộc chi Misgolas. Misgolas andrewsi được Henry Roughton Hogg miêu tả năm 1902.